# Young Money Entertainment
Young Money Entertainment je američka diskografska kuća koju je osnovao reper Lil Wayne.

## Izvođači

### Trenutni izvođači
- Lil Wayne
- Drake
- Mack Maine
- Nicki Minaj
- Tyga
- Gudda Gudda
- Jae Millz
- Lil' Chuckee
- Lil' Twist
- T-Streets
- Short Dawg
- Cory Gunz
- Shanell

### Bivši izvođači
- Currensy
- Omarion
- Kidd Kidd
- Boo

## Diskografija
- 2009: We Are Young Money

## Objavljeni albumi diskografske kuće
| Godina | Izvođač     | Naziv                  | Detalji o albumu | Završne pozicija na top ljestvicama | Završne pozicija na top ljestvicama | Završne pozicija na top ljestvicama | Završne pozicija na top ljestvicama | Završne pozicija na top ljestvicama | Certifikacije                                   | Prodaja         |
| Godina | Izvođač     | Naziv                  | Detalji o albumu | US                                  | US R&B                              | US Rap                              | CAN                                 | UK                                  | Certifikacije                                   | Prodaja         |
| ------ | ----------- | ---------------------- | --- | ----------------------------------- | ----------------------------------- | ----------------------------------- | ----------------------------------- | ----------------------------------- | ----------------------------------------------- | --------------- |
| 2008.  | Lil Wayne   | Tha Carter III         | - Objavljeno: 10. lipnja 2008. - Singlovi: "Lollipop", "A Milli", "Got Money", "Mrs. Officer"                                                                           | 1                                   | 1                                   | 1                                   | 1                                   | 23                                  | - US: 3× Platinum - UK: Gold - Can: 2x Platinum | - US: 3,500,000 |
| 2008.  | Tyga        | No Introduction        | - Objavljeno: 10. lipnja 2008. - Singlovi: "Coconut Juice" | 112                                 | 25                                  | 9                                   | —                                   | —                                   | —                                               | - US: 35,000    |
| 2009.  | Drake       | So Far Gone            | - Objavljeno: 15. rujna 2009. - Singlovi: "Best I Ever Had", "Successful"                                                                                               | 6                                   | 3                                   | 2                                   | 17                                  | —                                   | - US: Gold                                      | - US: 500,000   |
| 2009.  | Young Money | We Are Young Money     | - Objavljeno: 21. prosinca 2009. - Singlovi: "Every Girl", "BedRock", "Roger That"                                                                                      | 9                                   | 3                                   | 1                                   | —                                   | —                                   | - US: Gold                                      | - US: 500,000   |
| 2010.  | Lil Wayne   | Rebirth                | - Objavljeno: 2. veljače 2010. - Singlovi: "Prom Queen", "On Fire", "Drop the World"                                                                                    | 2                                   | 1                                   | 1                                   | 5                                   | 24                                  | - US: Gold                                      | - US: 683,000   |
| 2010.  | Drake       | Thank Me Later         | - Objavljeno: 15. lipnja 2010. - Singlovi: "Over", "Find Your Love", "Miss Me", "Fancy (pjesma)"                                                                        | 1                                   | 1                                   | 1                                   | 1                                   | 15                                  | - US: Platinum - UK: Gold - Can: Platinum       | - US: 1,279,500 |
| 2010.  | Lil Wayne   | I Am Not a Human Being | - Objavljeno: 27. rujna 2010. - Singlovi: "Right Above It" | 1                                   | 1                                   | 1                                   | 16                                  | 56                                  | - US: Gold                                      | - US: 871,228   |
| 2010.  | Nicki Minaj | Pink Friday            | - Objavljeno: 19. studenog 2010. - Singlovi: "Your Love", "Right Thru Me", "Roman's Revenge", "Did It On'em", "Moment 4 Life", "Super Bass", "Girls Fall Like Dominoes" | 1                                   | 1                                   | 1                                   | 8                                   | 32                                  | - US: Platinum - UK: Gold                       | - US: 1,356,366 |

## Vanjske poveznice
- Službena stranica